# Can Campderrós
Can Campderrós és una masia de Vallirana (Baix Llobregat) protegida com a Bé Cultural d'Interès Local.

## Descripció
Masia envoltada de cases unifamiliars. Mas de planta rectangular, amb coberta a dos vessants i façana a migdia, amb galeria porxada al pis més alt, sota teulada, on també hi ha el graner. Té diverses modificacions per mitjà de cossos afegits al seu voltant que arriben a delimitar el pati davanter de la casa, al qual s'accedeix per sota d'un d'ells. La part posterior del mas, que sembla que constituïa un cos afegit, ha estat enderrocada barroerament. Les façanes estan emblanquinades i deixen veure només els carreus dels angles i algunes llindes de pedra de les finestres.
Tot el terreny que envoltava l'antic mas ha estat trinxat per piscines, casetes (la majoria de construcció pròpia), carreteres i altres elements d'una urbanització que no ha respectat ni l'entorn natural, ni Can Campderrós, i altres edificis popers també estan en perill.
Al seu voltant hi havia mines de plom i de plata que varen ser explotades fins a final del segle xix.